# Susana Miranda
Susana Elvira Miranda (20 de abril de 1953 Rosario - 11 de mayo de 1978 secuestrada desaparecida en Rosario, provincia de Santa Fe) fue una enfermera y estudiante de la licenciatura en enfermería de la Universidad Nacional de Rosario y militante de la Juventud Peronista, víctima de la última dictadura cívico militar de Argentina.

## Breve reseña
Susana Elvira Miranda nació el 20 de abril de 1953 en Rosario, cursó la escuela primaria en Capitán Bermúdez y la secundaria en la escuela “Justo José de Urquiza” de Rosario, militó en la Juventud Peronista y se sumó a Montoneros. Estudió Enfermería en la Universidad Nacional de Rosario y luego de recibirse en 1976 inició sus estudios para obtener la licenciatura. Paralelamente ingresó a trabajar en el Sanatorio Plaza en el área de Terapia Intensiva en 1977.
En la madrugada del 11 de mayo de 1978, siempre en Rosario y por orden del general Leopoldo Fortunato Galtieri, se ordenó un procedimiento contra militantes de la Confederación General del Trabajo en la Resistencia (CGT-R). En primer término se detuvo a la enfermera Olga Moyano, cuando salía de trabajar del sanatorio Plaza y dos horas más tarde, en Dorrego y Mendoza, Susana Elvira Miranda y su novio Ariel Eduardo Morandi, fueron capturados tras su salida del mismo nosocomio, por calle Dorrego 1550. Posteriormente fueron derivados al CCD de la Fábrica Militar “Domingo Matheu” donde a esta pareja se la torturó hasta la muerte. La casa de Miranda –en la localidad de Capitán Bermúdez- fue saqueada.
El padre de Susana presentó habeas corpus e hizo gestiones frente al Ministerio del Interior con resultados negativos. En el juicio que se llevó a cabo contra sus represores, se condenó a cadena perpetua por estos hechos a Guerrieri, Amelong, Fariña, Pagano y Costanzo.
En honor a Susana Elvira Miranda y a Ariel Morandi, la Asociación de Trabajadores de la Sanidad (ATSA), el 16 de noviembre de 2010, colocó una placa con sus nombres sobre la vereda del Sanatorio Plaza en colaboración con el Concejo Municipal y se plantó un árbol de la especie lapacho amarillo cargado de simbolismo.
Susana y Ariel todavía permanecen desaparecidos.